# 揭东一中
揭东县第一中学（简称揭东一中） 创立于1996年，学校位于揭东县曲溪街道上围村，占地面积181亩，总建筑面积62934平方米，现有教学班69个，学生3904名，教职工272人。2010年12月评为广东省国家级示范性普通高中，是揭东县一所重点中学。
- 揭东一中今年高考再攀新高[永久]